# Облака Кордылевского
Облака́ Кордыле́вского — два скопления мелкой космической пыли в точках Лагранжа L4 и L5 системы Земля — Луна.

## История наблюдения
Впервые наблюдались польским учёным Казимежем Кордылевским в октябре 1956 года как светящиеся области с угловым размером около 2° и яркостью, примерно в 2 раза меньшей, чем яркость противосияния. В марте и апреле 1961 года Кордылевский сделал первые фотографии этих скоплений, которые к тому времени изменили свою форму и размеры. В 1967 году наблюдения Кордылевского были подтверждены американским учёным Дж. Уэсли Симпсоном на оборудовании обсерватории Койпера. Серьёзным подтверждением существования этих облаков являются также результаты, полученные Дж. Рочем в 1969—1970 годах на космическом аппарате OSO-6.
По данным Кордылевского, приблизительная масса этих пылевых облаков по космическим меркам довольно незначительна — масса каждого облака составляет всего около 10 000 тонн, поперечный размер оценивается в 10 000 км (по другим источникам — до 40 000 км).
Из-за чрезвычайно малой яркости облака достаточно сложно наблюдать с Земли, поэтому их существование оспаривалось некоторыми учёными. Американские миссии «Джемини-12», «Аполлон-14», «Аполлон-16» делали фотографии точек Лагранжа L4 и L5, но чёткого подтверждения существование облаков не получило. В 1991 году через точки проходила орбита японского спутника Hiten, но существенного увеличения плотности космической пыли зафиксировано не было (по-видимому, орбита спутника прошла несколько в стороне от облаков Кордылевского, так как облака обращаются вокруг точек Лагранжа на расстоянии в несколько градусов).
К настоящему времени установлены следующие факты в отношении облаков Кордылевского:
- угловой размер облаков при наблюдении с Земли составляет около 6°,
- яркость облаков составляет 20 S10[6], или около 50 % от яркости противосияния[2] (по другим источникам[7] — менее 3 S10, то есть 7—10 % яркости противосияния),
- облака перемещаются вокруг точек Лагранжа в эллиптической зоне с большой полуосью в 6° вдоль эклиптики и малой полуосью в 2° перпендикулярно эклиптике,
- расстояние от облаков до Луны уменьшается, когда в Северном полушарии Земли лето, и увеличивается в зимние месяцы,
- цвет облаков смещён в красную область спектра относительно цвета противосияния — это может указывать на иную природу частиц, составляющих облака.

Результаты наблюдений вещества в окрестностях либрационных точек системы Земля—Луна существенно расходятся, что может указывать на сложную природу данного явления, в частности, из-за динамической нестабильности точек L4 и L5 системы Земля—Луна.

### Подтверждение
В октябре 2018 года группа венгерских астрономов и физиков, возглавляемых Юдит Шлиз-Балог, подтвердила существование двух малозаметных облаков пыли, находящихся в условно стабильных точках на расстоянии 400 тысяч километров от Земли. Была произведена съемка предполагаемого местоположения облака в точке L5, в результате чего была зафиксирована поляризация света в местах предполагаемого расположения облаков, величина которой хорошо согласуется с величиной, предсказываемой построенными командой моделями для рассеяния света на облаках пыли.